# ジョン・アンドリュー・シュルツ
ジョン・アンドリュー・メルキオー・シュルツ（John Andrew Melchior Shulze, 1774年7月19日 - 1852年11月18日）は、アメリカ合衆国の政治家。ペンシルベニア州の政治的指導者として活躍し、1823年末から1829年末まで第6代ペンシルベニア州知事を務めた。

## 生い立ちと初期の経歴
シュルツは1774年7月19日にペンシルベニア州バークス郡（現在はレバノン郡）のテュルペホッケン郡区において、ドイツ系移民の子として生まれた。ドイツ語では「シュルツェ」と発音された。
シュルツはペンシルベニア・ダッチのコミュニティで育ち、ドイツ語の環境で成長した。英語はドイツ出身の父親から学んだため、シュルツは生涯を通じて、独特なイントネーションの英語を話した。
シュルツはペンシルベニア州ランカスターのフランクリン大学で宗教教育を受け、その後ニューヨークで古典を学んだ。シュルツは1796年にペンシルベニア州でルター派教会の牧師に叙任されたが、1802年に健康の悪化を理由として牧師を辞した。シュルツはペンシルベニア州マイアズタウンで商人となり、その後10年間で富を築いた。

## ペンシルベニア州議会
1806年、シュルツはペンシルベニア州下院議員に選出され、3期を務めた。シュルツは4選目を辞退し、州知事サイモン・スナイダーの任を受けて州測量局長を務めた。1813年から1821年までは新設のレバノン郡で州の4つの官職を同時に務めた。シュルツは1821年に州下院議員に復帰し、1822年にドーフィン郡およびレバノン郡から対立候補に大差をつけて州上院議員に選任された。

## ペンシルベニア州知事
1823年、民主共和党の思想を汲むペンシルベニア州の政治家や官僚らが「ニュー・スクール」と呼ばれる党派を組織し、ペンシルベニア州知事候補としてシュルツを擁立した。シュルツは元連邦上院議員アンドリュー・グレッグと戦い、8万9907票対6万4100票で勝利を収めた。1826年には国民共和党のジョン・サージェントに歴史的大差をつけて再選した。
シュルツはペンシルベニア州に無料の義務教育制度を導入することを求めた。シュルツの提案は在任中に議会を通過することはなかったが、シュルツの理念は後任の州知事ジョージ・ウォルフによって実現され、教育制度の基礎を築いた。またシュルツは州内の主たる運河建設や道路建設を監督した。

## 晩年
シュルツは3選目の州知事立候補を辞退し、ペンシルベニア州モンツアーズヴィルに隠居した。シュルツは1839年にホイッグ党第1回全国党大会にペンシルベニア州代表として参加し、1840年の大統領選挙ではペンシルベニア州の選挙人団の団長を務めた。
シュルツは1852年11月18日にペンシルベニア州ランカスターで死去した。シュルツの遺体はランカスター市内のウッドワードヒル墓地に埋葬された。

## 家族
シュルツの父親はザクセン公国出身の牧師クリストファー・エマニュエル・シュルツ (Christopher Emmanuel Shulze, 1740-1809)、母親はハノーファー王国出身の宣教師ヘンリー・ミューレンバーグの娘イヴ・エリザベス・ミューレンバーグ (Eve Elizabeth Muhlenberg, 1748-1808) であった。シュルツはスーザン・キンメル (Susan Kimmell, 1781-????) と結婚した。2人の間には5人の子供が生まれた。